# The Masked Singer/Staffel 10

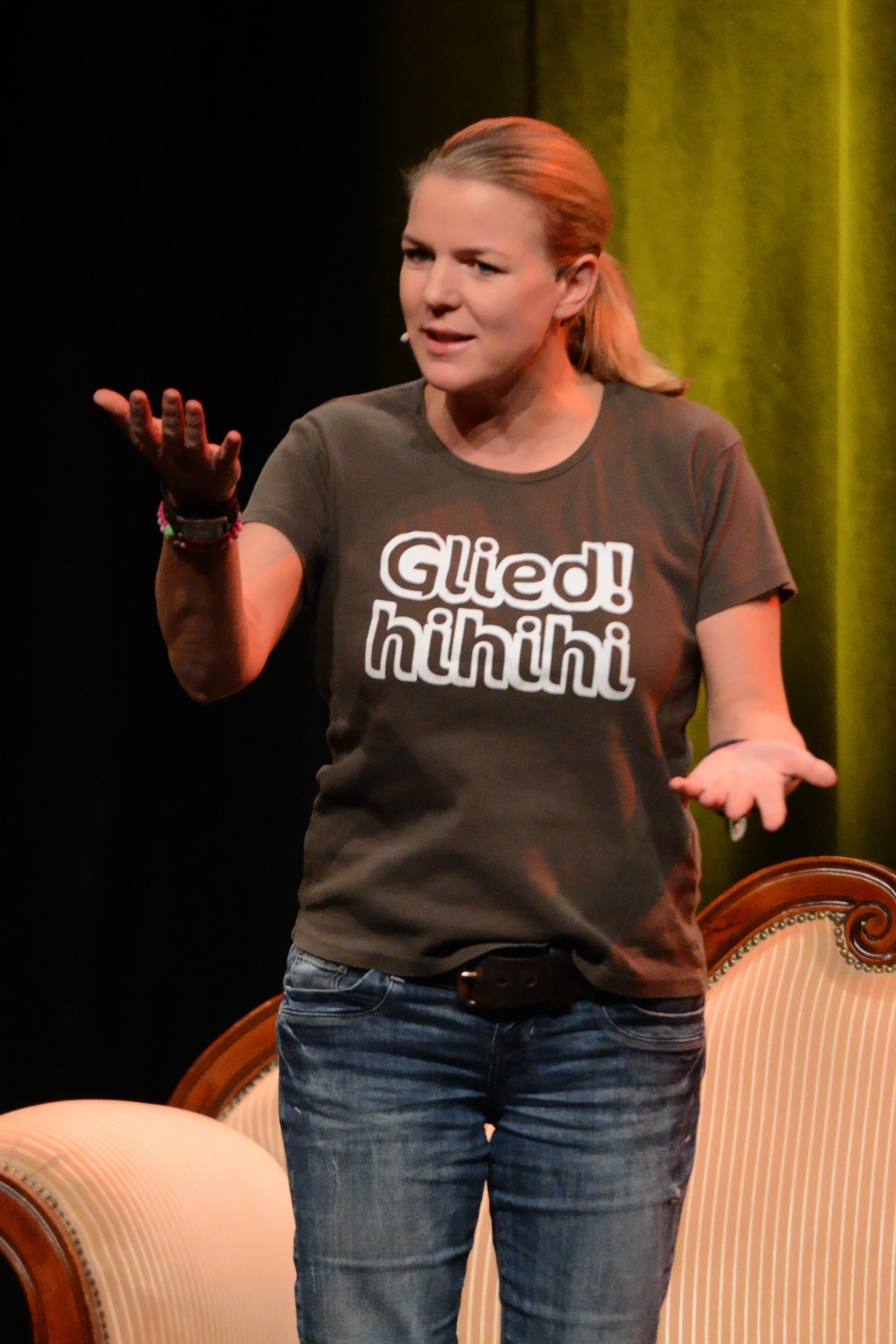
Mirja Boes,
Siegerin der zehnten Staffel

Die zehnte Staffel von The Masked Singer wurde vom 6. April bis zum 18. Mai 2024 auf ProSieben ausgestrahlt.
Am 28. Februar 2024 wurden vorab die beiden ständigen Mitglieder des Rateteams Rick Kavanian und Palina Rojinski, Moderator Matthias Opdenhövel sowie der Starttermin für den 6. April 2024 bekanntgegeben. Rojinski löste Ruth Moschner nach neun Staffeln (mit Unterbrechung in Staffel 3) im Rateteam ab. Kavanian war bereits in der vorherigen Staffel Mitglied des Rateteams und zuvor auch in der Maske Rosty aufgetreten.
Als Neuerung in Staffel 10 trat während jeder Sendung die Maske Mysterium auf, unter der sich in jeder Sendung eine andere prominente Person befand.
Die sechste Ausgabe der zehnten Staffel war ursprünglich für den 11. Mai 2024 geplant, wurde aber aufgrund des Finales von Eurovision Song Contest 2024 um eine Woche nach hinten, auf dem 18. Mai 2024 verschoben.

## Rateteam
| Folge | 0Ständige Mitglieder | 0Ständige Mitglieder | Gastmitglieder      |
| ----- | -------------------- | -------------------- | ------------------- |
| 1     | Palina Rojinski      | Rick Kavanian        | Max Giesinger       |
| 2     | Palina Rojinski      | Rick Kavanian        | Linda Zervakis      |
| 3     | Palina Rojinski      | Rick Kavanian        | Wotan Wilke Möhring |
| 4     | Palina Rojinski      | Rick Kavanian        | Viviane Geppert     |
| 5     | Palina Rojinski      | Rick Kavanian        | Jan Delay           |
| 6     | Palina Rojinski      | Rick Kavanian        | Chris Tall          |

## Teilnehmer
| Platz | Kostüm                 | Person                   | Bekannt als            | Aus in Folge | Quelle |
| ----- | ---------------------- | ------------------------ | ---------------------- | ------------ | ------ |
| 1     | Floh                   | Mirja Boes               | Komikerin, Musikerin   | 6            | [ 3 ]  |
| 2     | Flip Flop 10           | Heiko und Roman Lochmann | YouTuber, Musiker      | 6            | [ 4 ]  |
| 3     | Krokodil               | Sebastian Krumbiegel     | Sänger                 | 6            | [ 5 ]  |
| 4     | Elgonia 11             | Nadja Benaissa           | Sängerin               | 5            | [ 6 ]  |
| 5     | Robodog                | Nazan Eckes              | Moderatorin            | 4            | [ 7 ]  |
| 6     | Zuckerwatte            | Annett Louisan           | Sängerin               | 3            | [ 8 ]  |
| 7     | Tapsi, der Babylöwe 11 | Uschi Glas               | Schauspielerin         | 2            | [ 9 ]  |
| 8     | Couchpotato            | Hugo Egon Balder         | Moderator, Kabarettist | 1            | [ 10 ] |

| Folge | Indizien                                                                              | Person             | Bekannt als | Quelle |
| ----- | ------------------------------------------------------------------------------------- | ------------------ | ----------- | ------ |
| 1     | rote Nase, Zeichnung des Kostüms                                                      | Rolando Villazón   | Opernsänger | [ 10 ] |
| 2     | Foto mit sechs Mysterien, Ball mit Autoaufklebern, Bambi-Plüschtier                   | Giovanni Zarrella  | Sänger      | [ 9 ]  |
| 3     | „war schon mal hier“, Labyrinth                                                       | Stefanie Heinzmann | Sängerin    | [ 8 ]  |
| 4     | Autogrammkarten mit Regenbogen, durchgestrichene Wolke, Hanteln                       | Vanessa Mai        | Sängerin    | [ 7 ]  |
| 5     | ESC, englische Sprache                                                                | Ireen Sheer        | Sängerin    | [ 6 ]  |
| 6     | Irische Flagge, Hut mit vierblättrigem Kleeblatt; Fotos von deutschen ESC-Teilnehmern | Michael Schulte    | Sänger      | [ 11 ] |

## Folgen
|   | Kostüm      | Lied, Originalinterpret                                | Ergebnis      |
| - | ----------- | ------------------------------------------------------ | ------------- |
| 1 | Floh        | There’s No Business Like Show Business – Irving Berlin | Vielleicht    |
| 2 | Krokodil    | Demons – Imagine Dragons                               | Gewonnen      |
| 3 | Robodog     | From Zero to Hero – Sarah Connor                       | Vielleicht    |
| 4 | Flip Flop   | Livin’ la Vida Loca – Ricky Martin                     | Gewonnen      |
|   |             |                                                        |               |
| 5 | Mysterium   | Somebody to Love – Queen                               | —             |
|   |             |                                                        |               |
| 6 | Babylöwe    | Big Big World – Emilia                                 | Gewonnen      |
| 7 | Zuckerwatte | California Gurls – Katy Perry feat. Snoop Dogg         | Vielleicht    |
| 8 | Couchpotato | Ghostbusters – Ray Parker, Jr.                         | Ausgeschieden |
| 9 | Elgonia     | Kiss from a Rose – Seal                                | Gewonnen      |

|                                              | Kostüm      | Lied, Originalinterpret                     | Ergebnis      |
| -------------------------------------------- | ----------- | ------------------------------------------- | ------------- |
| 1                                            | Elgonia     | She Works Hard for the Money – Donna Summer | Gewonnen      |
| 2                                            | Krokodil    | The World Is Not Enough – Garbage           | Gewonnen      |
| 3                                            | Babylöwe    | Baby Love – The Supremes                    | Ausgeschieden |
| 4                                            | Floh        | Me! – Taylor Swift feat. Brendon Urie       | Vielleicht    |
|                                              |             |                                             |               |
| 5                                            | Mysterium   | Shape of My Heart – Backstreet Boys         | —             |
|                                              |             |                                             |               |
| 6                                            | Zuckerwatte | Thunderstruck – AC/DC                       | Vielleicht    |
| 7                                            | Robodog     | Push the Button – Sugababes                 | Vielleicht    |
| 8                                            | Flip Flop   | Mr. Brightside – The Killers                | Gewonnen      |
| Giovanni Zarrella: Danza – Giovanni Zarrella |             |                                             |               |

|   | Kostüm      | Duellmotto | Lied, Originalinterpret | Gemeinschaftssong                              | Ergebnis      |
| - | ----------- | ---------- | --- | ---------------------------------------------- | ------------- |
| 1 | Zuckerwatte | Radiohits  | Houdini – Dua Lipa | Barbie Girl – Aqua                             | Ausgeschieden |
| 2 | Krokodil    | Radiohits  | Poison – Alice Cooper | Barbie Girl – Aqua                             | Gewonnen      |
|   |             |            | |                                                |               |
| 3 | Elgonia     | Filmmusik  | It Must Have Been Love – Roxette | The Power of Love – Huey Lewis & the News      | Gewonnen      |
| 4 | Robodog     | Filmmusik  | A Dream Is a Wish Your Heart Makes – Ilene Woods im Disney-Film „Cinderella“ (englisch) / Tendre Rêve – Paulette Rollin im Disney-Film « Cendrillon » (französisch) | The Power of Love – Huey Lewis & the News      | Vielleicht    |
|   |             |            | |                                                |               |
| 5 | Mysterium   | —          | Before You Go – Lewis Capaldi | —                                              | —             |
|   |             |            | |                                                |               |
| 6 | Flip Flop   | Disco      | Club Tropicana – Wham! | Murder on the Dancefloor – Sophie Ellis-Bextor | Gewonnen      |
| 7 | Floh        | Disco      | Your Disco Needs You – Kylie Minogue | Murder on the Dancefloor – Sophie Ellis-Bextor | Vielleicht    |

|          | Kostüm    | Lied, Originalinterpret                                | Ergebnis    |               |
| -------- | --------- | ------------------------------------------------------ | ----------- | ------------- |
| 1        | Flip Flop | Beggin’ – Måneskin                                     | Gewonnen    |               |
| 2        | Floh      | That’s What Friends Are For – Dionne Warwick & Friends | Vielleicht  |               |
| 3        | Elgonia   | Hung Up – Madonna                                      | Vielleicht  |               |
|          |           |                                                        |             |               |
| 4        | Robodog   | Crush – Jennifer Paige                                 | Vielleicht  |               |
| 5        | Krokodil  | The Wild Boys – Duran Duran                            | Gewonnen    |               |
|          |           |                                                        |             |               |
| 6        | Mysterium | Texas Hold’em – Beyoncé                                | —           |               |
| Sing-Off |           |                                                        |             |               |
|          | Kostüm    | Lied, Originalinterpret                                | neues Genre | Ergebnis      |
| 7        | Floh      | Mamma Mia – ABBA                                       | Hard Rock   | Gewonnen      |
| 8        | Elgonia   | If I Could Turn Back Time – Cher                       | Ballade     | Gewonnen      |
| 9        | Robodog   | Shape of You – Ed Sheeran                              | Bollywood   | Ausgeschieden |

|                        | Kostüm    | Lied, Originalinterpret                                                 | Ergebnis      |
| ---------------------- | --------- | ----------------------------------------------------------------------- | ------------- |
| 1                      | Elgonia   | My Immortal – Evanescence                                               | Vielleicht    |
| 2                      | Floh      | Walking on Sunshine – Katrina and the Waves / L’italiano – Toto Cutugno | Vielleicht    |
| 3                      | Flip Flop | Billie Jean – Michael Jackson                                           | Gewonnen      |
| 4                      | Krokodil  | The Final Countdown – Europe                                            | Vielleicht    |
| Sing-Off: Herzenssongs |           |                                                                         |               |
| 5                      | Elgonia   | I Look to You – Whitney Houston                                         | Ausgeschieden |
| 6                      | Krokodil  | Killer Queen – Queen                                                    | Gewonnen      |
| 7                      | Floh      | Reality – Richard Sanderson                                             | Gewonnen      |
|                        |           |                                                                         |               |
| 8                      | Mysterium | Moon River – Audrey Hepburn im Blake-Edwards-Film Frühstück bei Tiffany | —             |

| Alle Teilnehmer der Staffel: Viva la Vida – Coldplay                                             | Alle Teilnehmer der Staffel: Viva la Vida – Coldplay | Alle Teilnehmer der Staffel: Viva la Vida – Coldplay     | Alle Teilnehmer der Staffel: Viva la Vida – Coldplay |                             |
|                                                                                                  | Kostüm                                               | Lied, Originalinterpret                                  | Ergebnis                                             |                             |
| Runde 1                                                                                          | Runde 1                                              | Runde 1                                                  | Runde 1                                              |                             |
| ------------------------------------------------------------------------------------------------ | ---------------------------------------------------- | -------------------------------------------------------- | ---------------------------------------------------- | --------------------------- |
| 1                                                                                                | Flip Flop                                            | Heart Skips a Beat – Olly Murs feat. Rizzle Kicks        | Gewonnen                                             |                             |
| 2                                                                                                | Krokodil                                             | November Rain – Guns N’ Roses                            | Ausgeschieden                                        |                             |
| 3                                                                                                | Floh                                                 | Thank You for the Music – ABBA                           | Gewonnen                                             |                             |
| Runde 2: Duett mit dem Mysterium                                                                 |                                                      |                                                          |                                                      |                             |
| 4                                                                                                | Flip Flop                                            | Mr. Brightside – The Killers                             | —                                                    |                             |
| 5                                                                                                | Floh                                                 | There’s No Business Like Show Business – Irving Berlin   | —                                                    |                             |
|                                                                                                  |                                                      |                                                          |                                                      |                             |
| 6                                                                                                | Mysterium                                            | Say Something – A Great Big World und Christina Aguilera | —                                                    |                             |
| Runde 3                                                                                          | Runde 3                                              | Runde 3                                                  | Runde 3                                              | Superindiz                  |
| 7                                                                                                | Floh                                                 | Everlasting Love – Robert Knight                         | Gewonnen                                             | Bild von Toni Polster       |
| 8                                                                                                | Flip Flop                                            | Nothing Compares 2 U – Sinéad O’Connor                   | Ausgeschieden                                        | zwei grüne Papp-Dinosaurier |
| Michael Schulte: You Let Me Walk Alone – Michael Schulte / Waterfall – R3hab und Michael Schulte |                                                      |                                                          |                                                      |                             |
| Jennifer Weist als Eisprinzessin: Euphoria – Loreen                                              |                                                      |                                                          |                                                      |                             |

## Einschaltquoten
| Folge | Datum          | Zuschauer | Zuschauer       | Marktanteil | Marktanteil     | Quelle |
| Folge | Datum          | Gesamt    | 14 bis 49 Jahre | Gesamt      | 14 bis 49 Jahre | Quelle |
| ----- | -------------- | --------- | --------------- | ----------- | --------------- | ------ |
| 1     | 6. April 2024  | 1,46 Mio. | 0,67 Mio.       | 6,9 %       | 15,5 %          | [ 12 ] |
| 2     | 13. April 2024 | 1,23 Mio. | 0,48 Mio.       | 5,8 %       | 11,4 %          | [ 13 ] |
| 3     | 20. April 2024 | 1,38 Mio. | 0,55 Mio.       | 6,2 %       | 11,8 %          | [ 14 ] |
| 4     | 27. April 2024 | 1,24 Mio. | 0,49 Mio.       | 5,9 %       | 12,0 %          | [ 15 ] |
| 5     | 4. Mai 2024    | 1,17 Mio. | 0,42 Mio.       | 5,6 %       | 9,7 %           | [ 16 ] |
| 6     | 18. Mai 2024   | 1,38 Mio. | 0,51 Mio.       | 7,2 %       | 14,0 %          | [ 17 ] |
| ø     | ø              | 1,31 Mio. | 0,52 Mio.       | 6,3 %       | 12,4 %          | —      |

## Trivia
- Mit der Maske des Flohs, die im Finale als letzte fiel, fiel die 100. Maske in der deutschen Version von The Masked Singer (97 in regulären Staffeln + 3 im Weihnachtsspecial 2021).
- Mit dem Floh konnte erstmals ein Kostüm die Show gewinnen, das zuvor in keiner Folge direkt weiter gewählt worden war und stets „wackeln“ musste.